# Oman ai Giochi della XXXI Olimpiade
L'Oman ha partecipato ai Giochi della XXXI Olimpiade, che si sono svolti a Rio de Janeiro, Brasile, dal 5 al 21 agosto 2016, con una delegazione di quattro atleti impegnati in due discipline: atletica leggera e tiro. Portabandiera alla cerimonia di apertura è stato il tiratore Hamed Said Al-Khatri, alla sua prima Olimpiade.
Si è trattato della nona partecipazione di questo paese ai Giochi estivi. Così come nelle precedenti edizioni, non sono state conquistate medaglie.

## Partecipanti

### Atletica
- 100 m maschili - 1 atleta (Barakat Al-Harthi)
- 100 m femminili - 1 atleta (Mazoon Al-Alawi)

### Tiro
- Carabina 50 metri 3 posizioni maschile - 1 atleta (Hamed Said Al-Khatri)
- Pistola 10 metri aria compressa femminile - 1 atleta (Wadha Al-Balushi)